# Landkreis Bitburg

Lage des Landkreises Bitburg (1905)

Der Landkreis Bitburg war ein Landkreis in Rheinland-Pfalz. Sein Gebiet gehört heute überwiegend zum Eifelkreis Bitburg-Prüm. Der Kreissitz war in Bitburg.

## Geographie

### Nachbarkreise
Der Landkreis grenzte Anfang 1969 im Uhrzeigersinn im Nordwesten beginnend an die Landkreise Prüm, Wittlich und Trier. Im Westen grenzte er an Luxemburg.

## Geschichte
Der Kreis Bitburg entstand 1816, nachdem dem Königreich Preußen nach den Beschlüssen auf dem Wiener Kongress (1815) auch wesentliche Teile des vorherigen Kurfürstentums Trier und östliche Teile Luxemburgs zugeordnet wurden. Der Kreis Bitburg war Teil des Regierungsbezirks Trier in der Provinz Großherzogtum Niederrhein und von 1822 an Teil der Rheinprovinz, die bis 1945 bestand.
Die Bezeichnung Kreis Bitburg wurde nach dem Zweiten Weltkrieg in Landkreis Bitburg geändert. 1946 wurde der Landkreis Bitburg Teil des in der Französischen Besatzungszone neu gebildeten Landes Rheinland-Pfalz.
Im Rahmen der rheinland-pfälzischen Kreisgebietsreform wurde der Landkreis am 7. November 1970 mit etlichen Gemeinden des Landkreises Prüm, den Gemeinden Eisenach, Gilzem und Orenhofen des Landkreises Trier sowie den Gemeinden Gransdorf, Oberkail, Seinsfeld, Spangdahlem und Steinborn des Landkreises Wittlich zum Landkreis Bitburg-Prüm zusammengeschlossen, der seit dem 1. Januar 2007 Eifelkreis Bitburg-Prüm heißt.

## Einwohnerentwicklung
| Einwohner     | 1816   | 1871   | 1890   | 1900   | 1910   | 1925   | 1939   | 1950   | 1960   | 1969   |
| ------------- | ------ | ------ | ------ | ------ | ------ | ------ | ------ | ------ | ------ | ------ |
| Kreis Bitburg | 27.896 | 44.543 | 42.777 | 43.486 | 47.200 | 49.454 | 52.485 | 51.124 | 55.800 | 57.200 |

Einwohnerzahlen der Gemeinden mit mehr als 1000 Einwohnern (Stand 1970):
| Gemeinde    | Einwohner |
| ----------- | --------- |
| Bettingen   | 1.140     |
| Bitburg     | 10.210    |
| Bollendorf  | 1.520     |
| Dudeldorf   | 1.149     |
| Irrel       | 1.191     |
| Körperich   | 1.090     |
| Kyllburg    | 1.150     |
| Mettendorf  | 1.064     |
| Neuerburg   | 1.531     |
| Rittersdorf | 1.023     |
| Speicher    | 3.032     |

## Unterpräfekten im Arrondissement Bitburg
- 1800–1811: Johann Georg Willmar
- 1811–1813: August Maria Raban von Helmstatt

## Landräte
- 1816–1821: Heinrich Simonis
- 1822–1830: Ferdinand von Westphalen
- 1830–1831: Konstantin von Gaertner (vertretungsweise)
- 1831–1836: Friedrich Hesse
- 1837–1838: Engelbert Klingholz (kommissarisch)
- 1838–1849: Nikolaus Thilmany
- 1849–1871: Johann Peter Sprenger
- 1871–1877: Dagobert Borchert
- 1878–1889: Viktor Eckard
- 1889–1900: Rudolf Schrakamp
- 1900–1913: Maximilian von Kesseler
- 1913–1919: Sigmund Graf Adelmann von Adelmannsfelden
- 1919–1927: Friedrich Loenartz
- 1927–1938: Albert Gilles
- 1939–1941: Otto Meyer-Tonndorf (kommissarisch)
- 1941–1944: Max Ringel
- 1944–1945: Max Ringel (vertretungsweise)
- 1945:–9999 Josef Niederprüm
- 1945–1946: Albert Gilles
- 1946–1952: Josef Hammes
- 1952–1962: Konrad Schubach
- 1962–1970: Karl Vogt

## Städte und Gemeinden
Vor dem Beginn der Gebietsreformen in Rheinland-Pfalz in den 1960er-Jahren umfasste der Landkreis Bitburg die folgenden Städte und Gemeinden:
| - Affler - Alsdorf - Altscheid - Ammeldingen an der Our - Ammeldingen bei Neuerburg - Auw (Kr. Bitburg) - Badem - Badenborn - Bauler - Baustert - Beifels - Beilingen - Berkoth - Berscheid - Bettingen - Bickendorf - Biersdorf am See - Biesdorf - Birtlingen - Bitburg, Stadt - Bollendorf - Brecht - Brimingen - Burg - Burscheid - Dahlem - Dauwelshausen - Dockendorf - Dudeldorf - Echternacherbrück - Echtershausen - Ehlenz - Emmelbaum - Enzen - Erdorf - Ernzen - Eßlingen - Etteldorf | - Feilsdorf - Ferschweiler - Fischbach - Fließem - Freilingen - Geichlingen - Gemünd - Gentingen - Gindorf - Gondorf - Halsdorf - Hamm - Heilbach - Heilenbach - Herbstmühle - Herforst - Hermesdorf - Hisel - Holsthum - Hommerdingen - Hosten - Hütten - Hütterscheid - Hüttingen an der Kyll - Hüttingen bei Freilingen - Idenheim - Idesheim - Ingendorf - Irrel - Irsch - Karlshausen - Kaschenbach - Keppeshausen - Kewenig - Körperich - Koxhausen - Kruchten - Kyllburg | - Kyllburgweiler - Lahr - Leimbach - Ließem - Malberg - Malbergweich - Masholder - Matzen - Meckel - Messerich - Mettendorf - Metterich - Mötsch - Mülbach - Muxerath - Nasingen - Nattenheim - Neidenbach - Neuerburg, Stadt - Niedergeckler - Niederraden - Niedersgegen - Niederstedem - Niederweidingen - Niederweiler - Niederweis - Niehl - Nusbaum - Obergeckler - Oberraden - Obersgegen - Oberstedem - Oberweiler - Oberweis - Olsdorf - Orsfeld - Outscheid - Peffingen | - Philippsheim - Pickließem - Plascheid - Preist - Prümzurlay - Rittersdorf - Rodershausen - Röhl - Roth an der Our - Sankt Thomas - Schankweiler - Scharfbillig - Scheitenkorb - Scheuern - Schleid - Seffern - Sefferweich - Seimerich - Sevenig bei Neuerburg - Sinspelt - Speicher - Stahl - Stockem - Sülm - Trimport - Übereisenbach - Uppershausen - Usch - Waldhof-Falkenstein - Wallendorf - Weidingen - Wettlingen - Wiersdorf - Wilsecker - Wißmannsdorf - Wolsfeld - Zweifelscheid |

Vor dem Zweiten Weltkrieg waren die folgenden Gemeinden eingemeindet worden:
- Bierendorf, 1901/08 zu Lahr
- Hoorhof, 1905 zu Olsdorf
- Oberecken, vor 1937 zu Alsdorf
- Ordorf, 1937 zu Dudeldorf

## Kfz-Kennzeichen
Am 1. Juli 1956 wurde dem Landkreis bei der Einführung der bis heute gültigen Kfz-Kennzeichen das Unterscheidungszeichen BIT zugewiesen. Es wird im Eifelkreis Bitburg-Prüm durchgängig bis heute ausgegeben.